# Hemigraphis apayaensis
Hemigraphis apayaensis är en akantusväxtart som beskrevs av Cornelis Eliza Bertus Bremekamp. Hemigraphis apayaensis ingår i släktet Hemigraphis och familjen akantusväxter. Inga underarter finns listade i Catalogue of Life.